# Hedera colchica
Hedera colchica är en araliaväxtart som först beskrevs av Karl Koch, och fick sitt nu gällande namn av Karl Koch. Hedera colchica ingår i släktet Hedera och familjen Araliaceae. Inga underarter finns listade.

## Bildgalleri

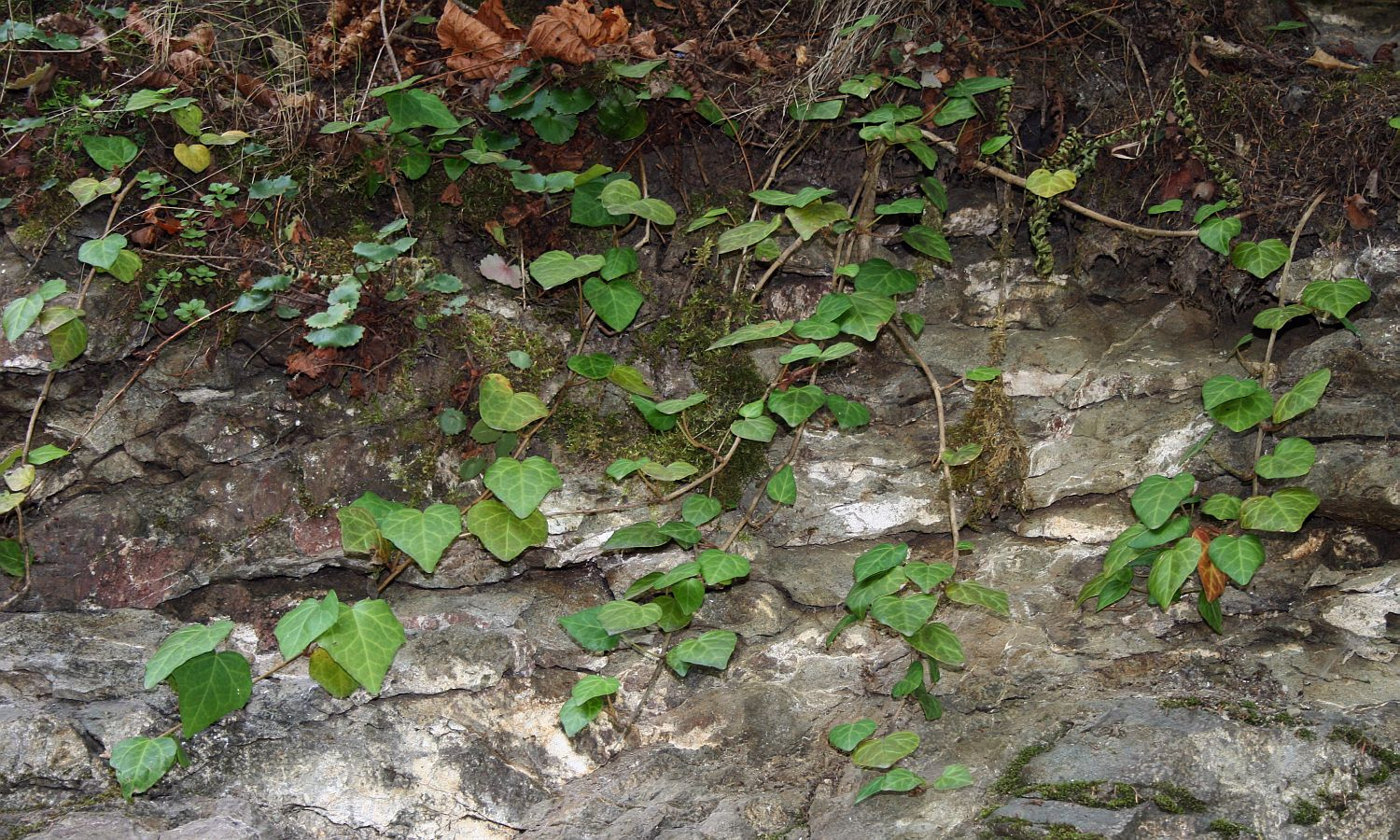
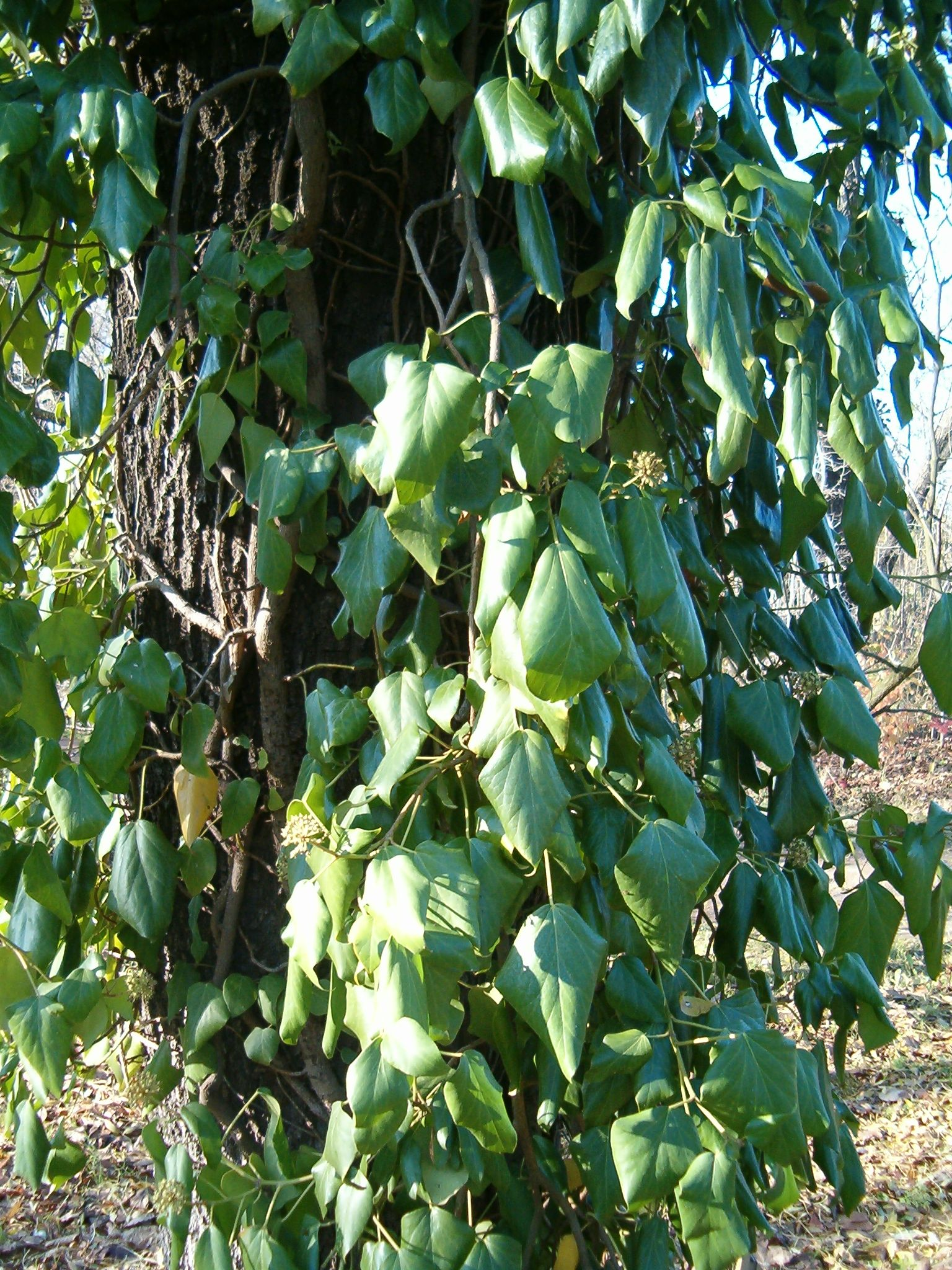
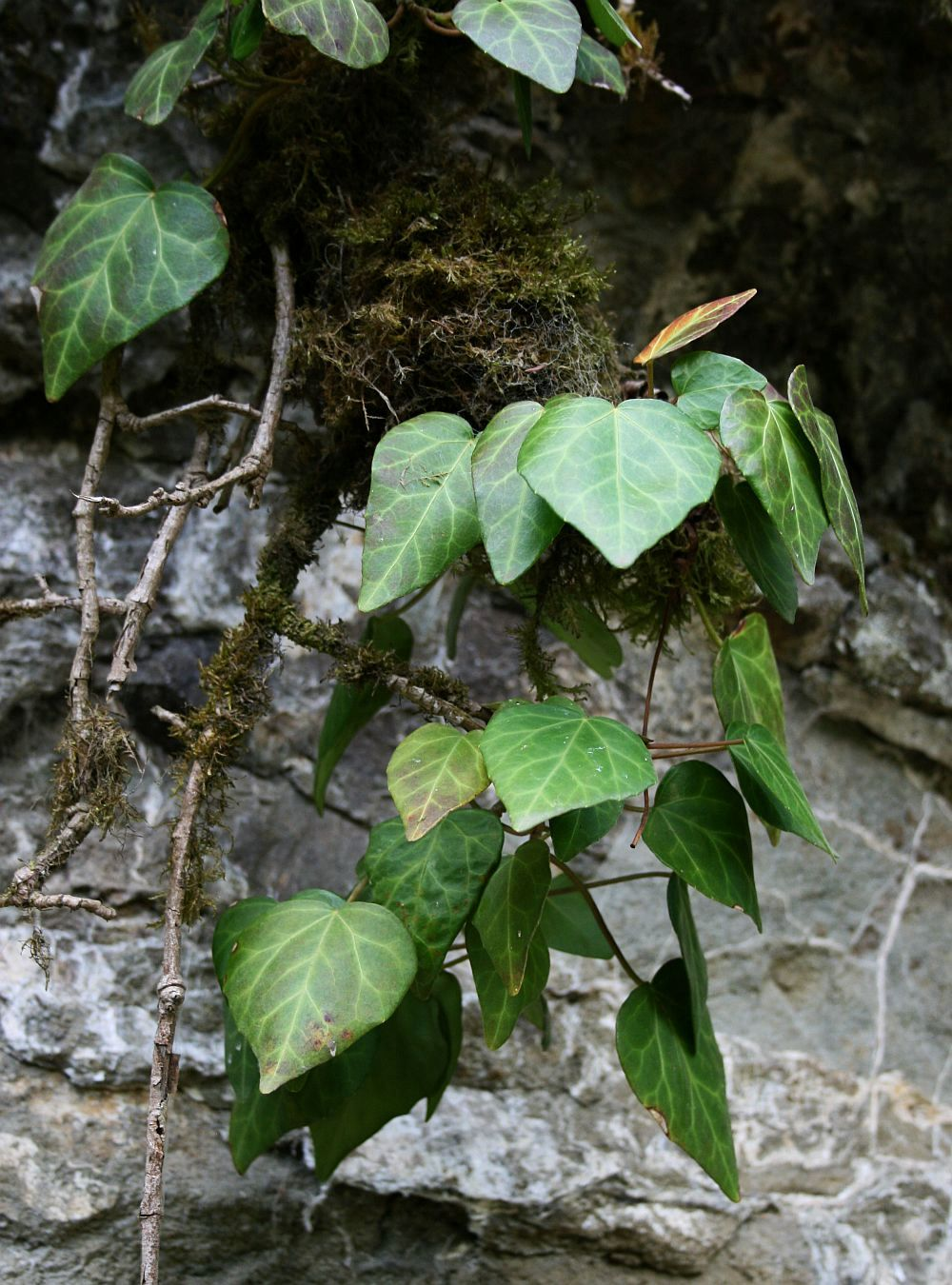
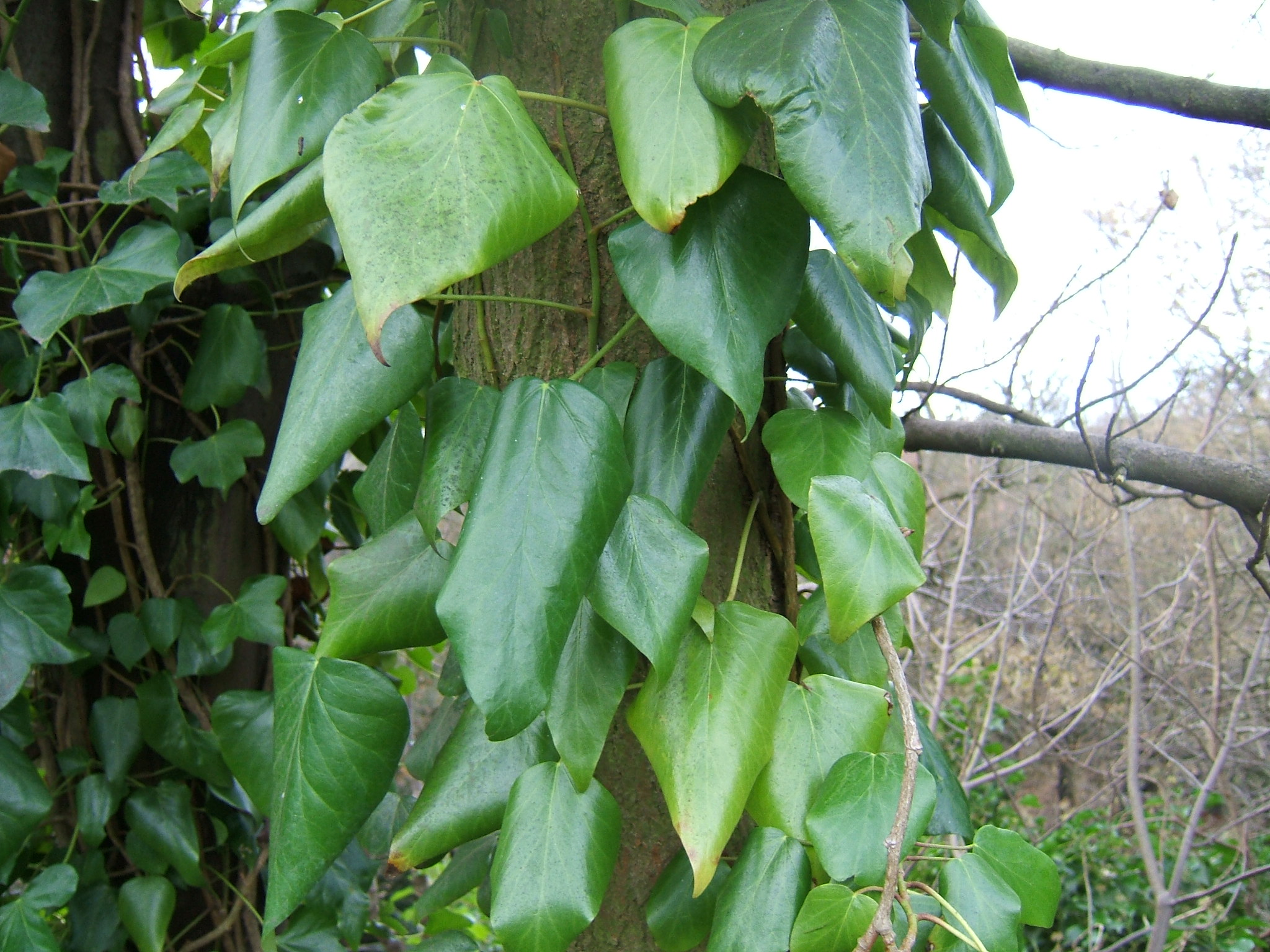
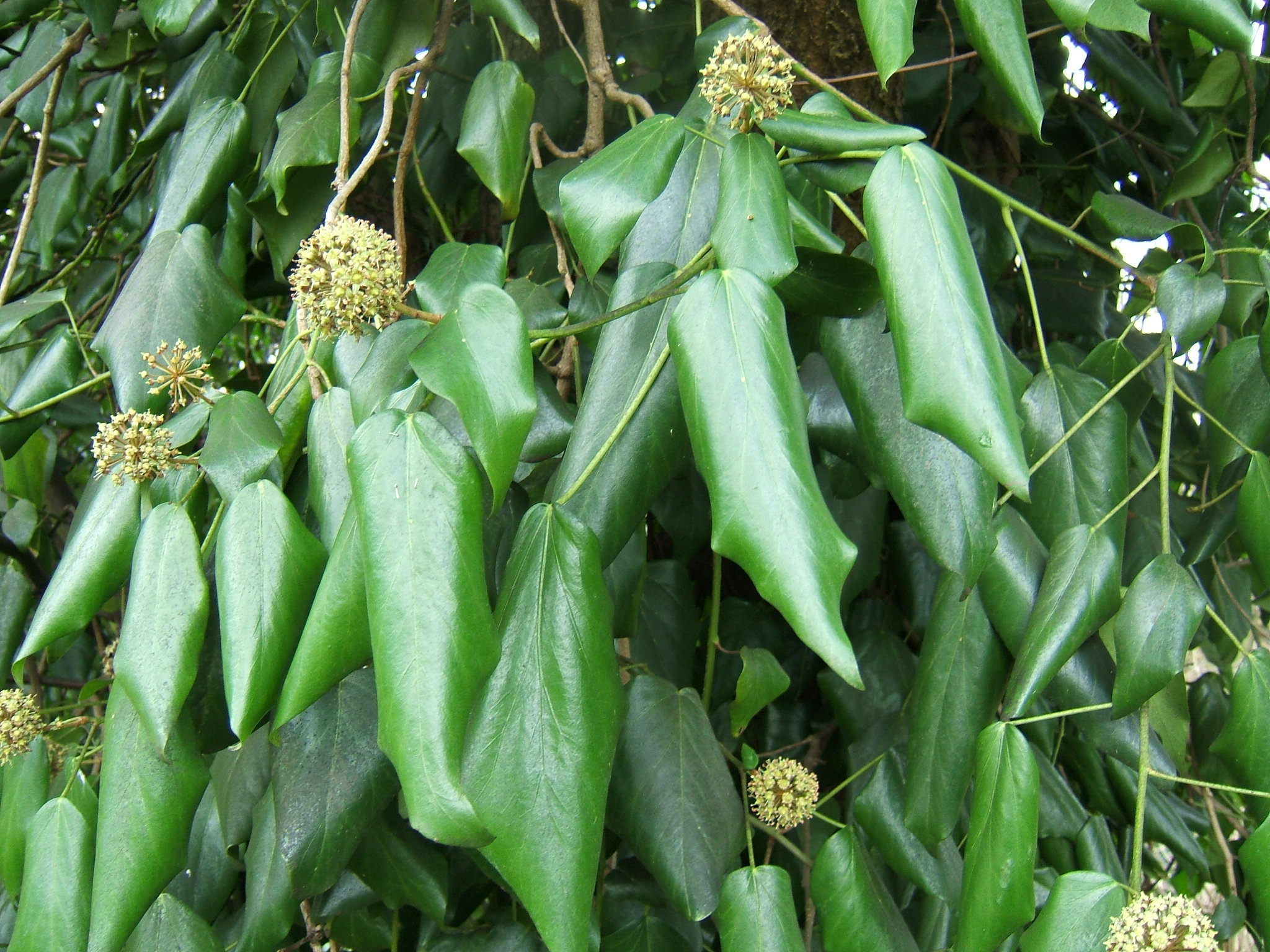
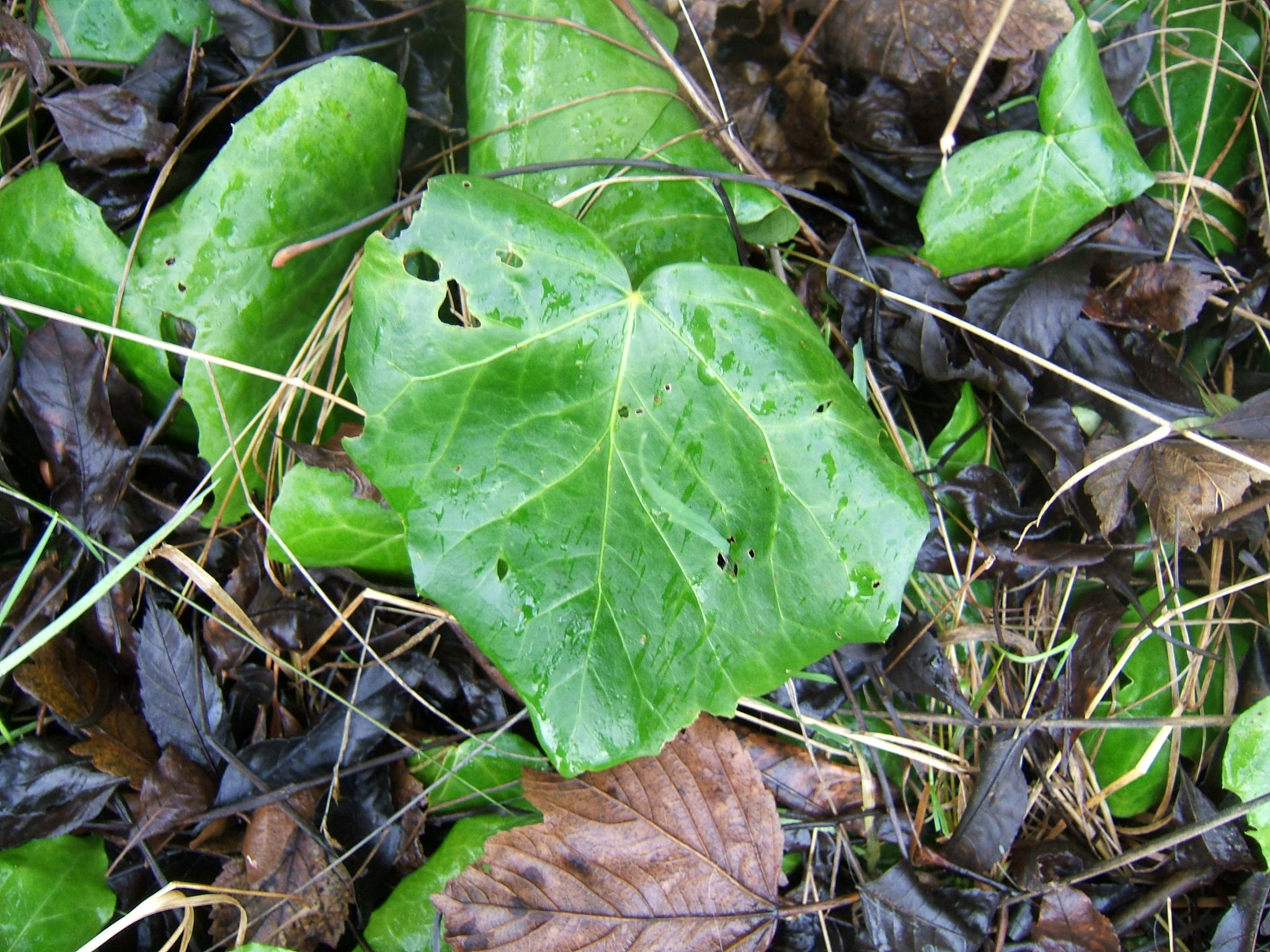